# 澳門伊斯蘭教
伊斯蘭教，是澳門地區的少數宗教。目前，澳門有大約400多名穆斯林，他們稱自己為澳門伊斯蘭社團。但根據香港伊斯蘭協會，包括所有外國穆斯林工人（如孟加拉國，印度，印度尼西亞和巴基斯坦），澳門的穆斯林人數超過1萬人。

## 元代
自元朝至清，伊斯蘭教一直存在於澳門。人們普遍認為伊斯蘭教是由中東和波斯的商人帶到澳門的。其中一些證據可以在澳門清真寺附近的穆斯林公墓找到，其中一些墓葬可以追溯到數百年前。

## 葡萄牙時代
在葡屬澳門期間，許多穆斯林來自南亞的葡萄牙軍隊。在19世紀80年代，他們建立了一座清真寺。
在第二次世界大戰期間，許多回族人從中華民國逃到當時的葡屬澳門，以逃避戰火。他們中的許多人來自廣東省的肇慶。但是，他們中的許多人在第二次世界大戰結束後搬到了香港。1949年國共內戰結束後，一些穆斯林也從中國西北地區來到澳門。
在1999年澳門從葡萄牙移交回中國之前，香港伊斯蘭協會過去常常提供約15萬港元來支持澳門的穆斯林社區。

## 澳門特別行政區
在過去的十年裡，隨著來自南亞和東南亞的穆斯林工人的到來，在澳門的各個部門工作，澳門的穆斯林社區增加了數倍，達到了1萬多人。

## 清真寺

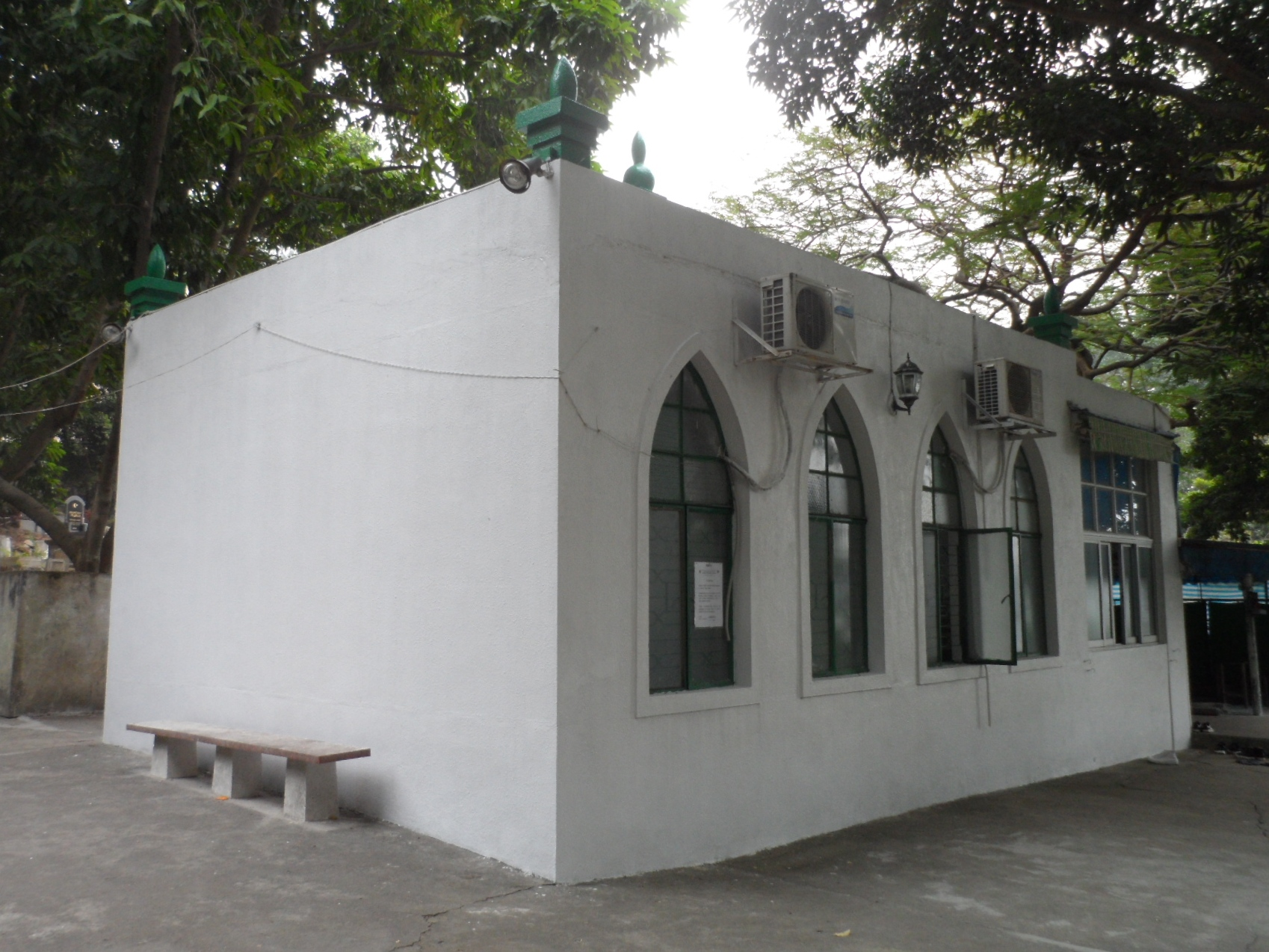
澳門清真寺

澳門目前只有一座清真寺，即澳門清真寺，位於澳門花地玛堂区，是澳門唯一的清真寺和穆斯林墳墓。這座清真寺建於20世紀80年代，由葡萄牙統治澳門的第二代浪潮中的穆斯林人民建造。 這個清真寺在周日特別擁擠，大多數穆斯林都在星期日休息(雖伊斯蘭教的聚禮日是星期五)。

## 節日
每年在古爾邦節期間，澳門的穆斯林聚集在澳門清真寺，通過為貧困和窮人進行祈禱和宰牲來慶祝穆斯林的節日。同樣的事情也發生在清真寺舉行的年度開齋節慶祝活動中。

## 穆斯林墓地

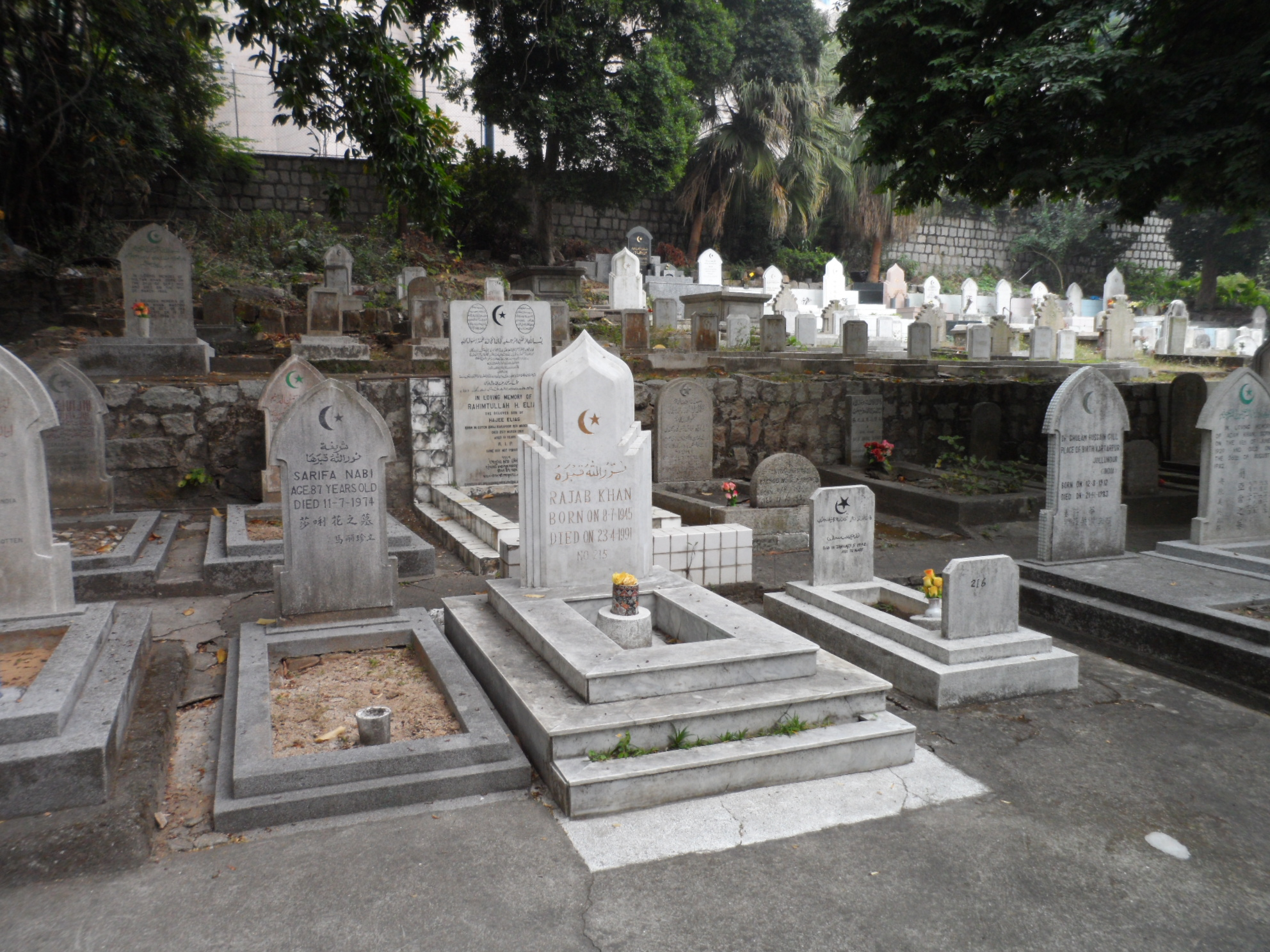
澳門穆斯林墓地

澳門有一座穆斯林墓地，建於1854年，與澳門清真寺同一地區。 他們的一些建築風格是波斯式，有波斯語，阿拉伯語，中文，英語和葡萄牙語文字。一些墓葬已有百多年。墓地由大約120座墳墓組成。

## 穆斯林食物
截至2015年1月，澳門有五家清真餐廳和商店在澳門出售清真食品，包括澳門半島和氹仔。澳門首家清真餐廳於2012年開業，在澳門漁人碼頭被稱為印度風味，供應印度清真食物和葡萄牙美食。他們用了3年時間才獲得了清真認證。

## 伊斯蘭觀光業
為了吸引更多來自東南亞的穆斯林遊客，澳門特別行政區政府旅遊局一直致力於讓人們認識到澳門不僅僅是一個博彩區域。在過去的兩年裡，政府一直在外訪期間參與有關穆斯林實踐的研討會，鼓勵更多的餐館從香港獲得清真認證，並要求酒店重建他們的大堂，以便訪客在去餐館時不必去賭場或只留在他們的房間。

## 當代問題
澳門的穆斯林經常面臨祈禱時間不足，因為他們大部分在工作期間只有一次休息時間，這不足以舉行兩次每日祈禱。一些穆斯林女工有時在工作期間仍然面臨著穿著蓋頭的困難，儘管這在澳門從未成為一個重大問題。